# Tuka Rocha
Christiano Chiaradia Alcoba Rocha, mais conhecido como Tuka Rocha (São Paulo, 13 de dezembro de 1982 — Salvador, 17 de novembro de 2019), foi um piloto automobilístico brasileiro.

## Trajetória esportiva
Venceu vários campeonatos de kart no Brasil entre 1996 e 2000, conquistando o tri-campeonato brasileiro de kart consecutivo e, em 2001. mudou para a Fórmula 3 Sudam Lights.
Em 2004 foi à Europa para competir na World Séries by Nissan, onde era companheiro de equipe de Ricardo Zonta. Em 2004 disputou a Fórmula 3000 Euroseries. Em 2005 foi piloto de testes do A1 Team Brasil no campeonato de A1 GP, e foi um dos pilotos titulares durante a temporada 2005-2006.
Em 2008 foi escolhido como o piloto para guiar o carro do Flamengo na temporada de estréia da Fórmula Superliga.
Em 2011 estreou na Stock Car Brasil pela equipe BMC-Vogel. Ganhou o prêmio revelação da temporada da Stock Car, sendo homenageado na cerimônia de premiação da categoria.
Na etapa do Rio de Janeiro, Tuka passou por um susto: seu carro, de número 25, começou a pegar fogo logo na segunda volta. A fumaça começou a tomar conta do carro e, em uma atitude desesperada, Tuka se atirou do carro em chamas e saiu do carro andando, mas caiu logo em seguida, sem queimaduras.

### Fórmula Superliga
| Ano  | Equipe             | 1      | 2     | 3      | 4      | 5     | 6      | 7      | 8      | 9     | 10     | 11     | 12     | Classificação | Pontos |
| ---- | ------------------ | ------ | ----- | ------ | ------ | ----- | ------ | ------ | ------ | ----- | ------ | ------ | ------ | ------------- | ------ |
| 2008 | Flamengo Astromega | DON 16 | DON 2 | NÜR 16 | NÜR 16 | ZOL 9 | ZOL 14 | EST 11 | EST 10 | VAL 4 | VAL 18 | JER 17 | JER 13 | 15.º          | 171    |

## Acidente aéreo e morte
Em 14 de novembro de 2019, Tuka Rocha sofreu um acidente de avião que estava com mais oito pessoas em Maraú na Bahia. Maysa Marques Mussi e Marcela Brandão faleceram e outras sete continuam internadas. Tuka Rocha teve 80% de seu corpo queimado. Após 3 dias internado, Tuka morreu no dia 17 de novembro no hospital em Salvador aos 36 anos.